# Polarstern Knoll
Polarstern Knoll är en liten undervattenskulle i Antarktis. Den ligger i havet utanför Östantarktis. Storbritannien gör anspråk på området.